# پارتیتور

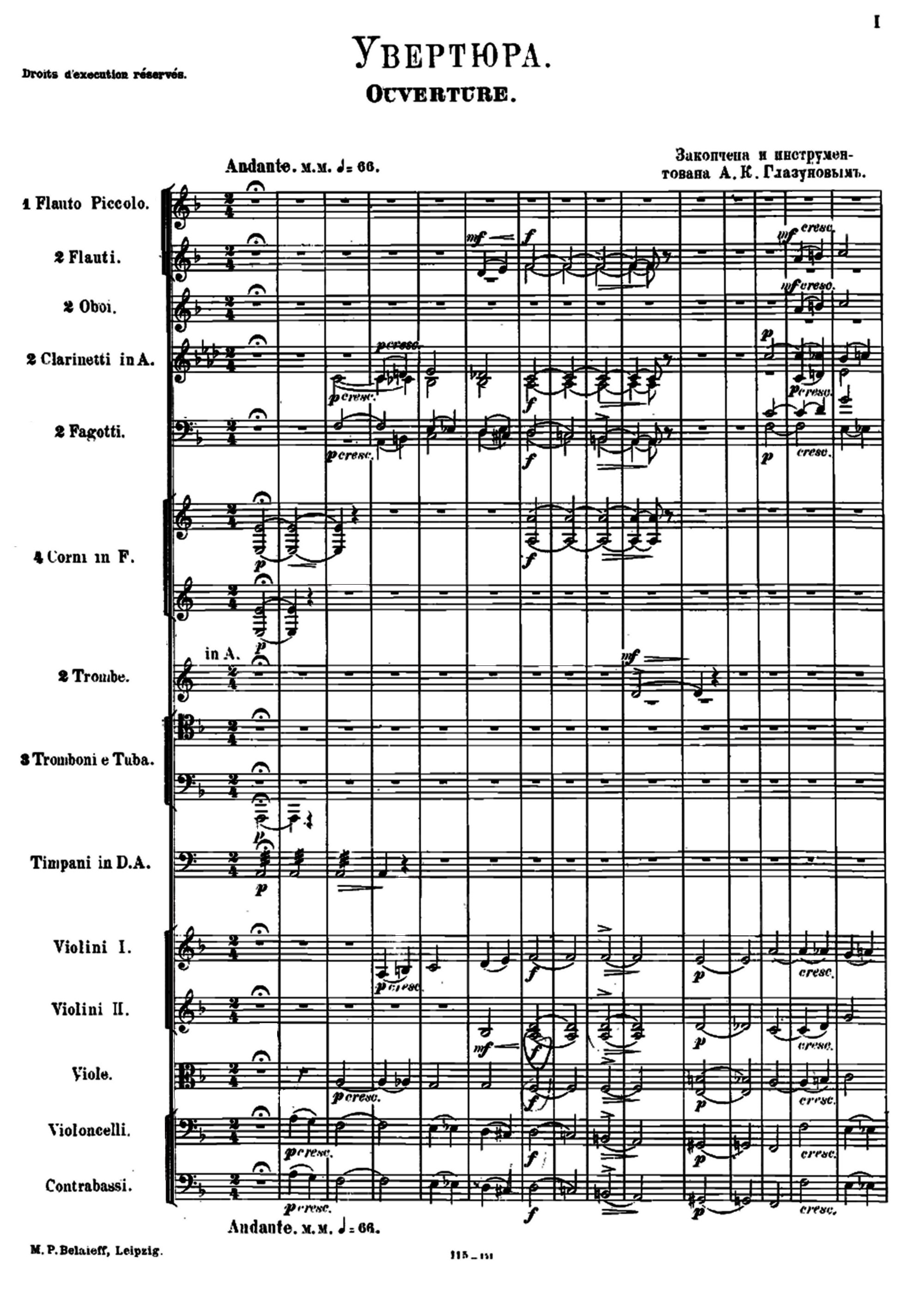
صفحهٔ اول پارتیتور اپرای شاهزاده ایگور، اثر الکساندر برودین

پارتیتور (به آلمانی: Partitur، به ایتالیایی: partitura، به فرانسوی: partition، به انگلیسی: sheet music) عبارت است از صفحهٔ نت‌نویسی‌شده‌ای که نت همهٔ بخش‌های موسیقی سازی و آوازیِ یک ارکستر سمفونیک، ارکستر مجلسی یا هم‌نوازان دیگر بر روی آن ثبت شده باشد.

## تعریف
در پارتیتور، هر حامل متعلق به یک بخش، یک ساز یا گروهی از سازهای هم‌نام است که ملودی را هم‌زمان اجرا می‌کنند. میزان‌بندی در پارتیتور به وسیلهٔ خطوط عمودی صورت می‌گیرد که تمام حامل‌های مربوط به بخش‌های ملودیک هم‌زمان را دربرمی‌گیرد. هر رهبر ارکستر در کار رهبری، به نتی که به شکل پارتیتور نوشته شده‌است نیاز دارد و از روی آن ارکستر را رهبری می‌کند.

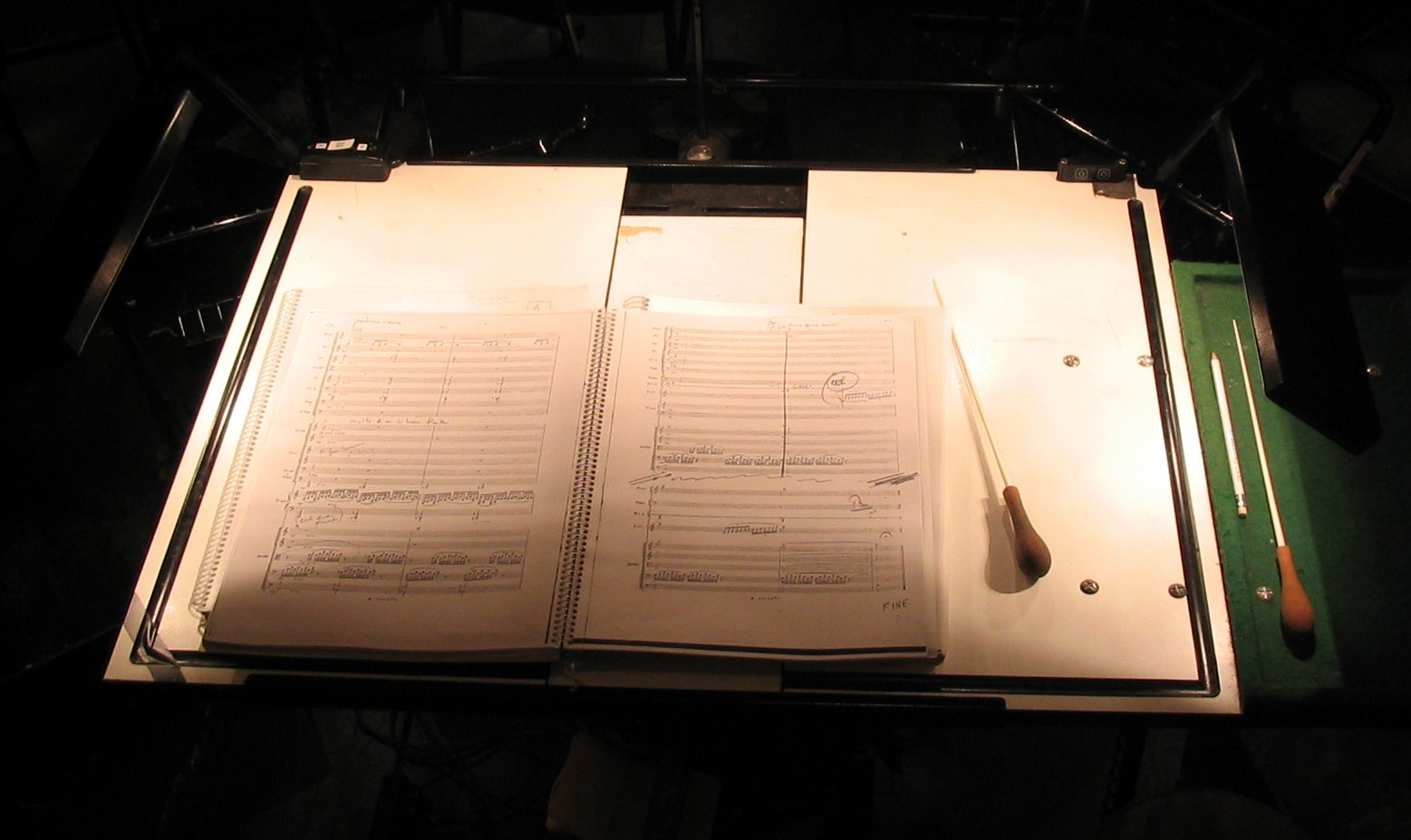
پارتیتور و چوب‌دستی رهبر ارکستر